# Вступ Кіпру до Європейського Союзу
Вступ Кіпру до Європейського Союзу (грец. Ένταξη της Κύπρου στην Ευρωπαϊκή Ένωση) —  процес, який дозволив Республіці Кіпру приєднатися до Європейського Союзу 1 травня 2004 року. Таким чином, Європейський Союз був розширений до 25 держав (Кіпр увійшов одночасно з 9 іншими державами).

## Історія

### Початкова ситуація (1960-1989)
Кіпр став незалежним від Сполученого Королівства 16 серпня 1960 року. На той час грецьке населення становило 82% населення проти 18% турків. Система, встановлена Конституцією, пропонувала розподіл повноважень між 70-ма громадами % для греків і 30 % для турків. Однак між двома спільнотами виникнули розбіжності: розбіжність щодо конституції та розкриття плану Акрітаса. З грудня 1963 по серпень 1964 року острів буде об’єктом зіткнень, а представники кіпрських турків у відповідь організують тимчасову адміністрацію, позбавлену конституційних засад. Наприкінці 1964 року Рада Безпеки ООН встановила зелену лінію, контрольовану ВСООНК.
Президент Макаріос III, який був переобраний у 1968 році з 98% на основі програми, спрямованої на збереження незалежності Кіпру, потім намагався застосувати політику примирення та незалежності як щодо Греції, так і Туреччини. Під час його перебування на посаді Кіпр підписав 19 грудня 1972 року угода про асоціацію з Європейським економічним співтовариством (нині ЄС). Ця угода набуває чинности 1 червня 1973. Ця угода передбачала два етапи, кожен з яких становить етап реалізації митного союзу. Спочатку планувалося, що перший етап завершиться 30 червня 1977 року. Обидві громади на острові мали виграти від угоди.
Однак правляча військова хунта в Греції, яка сподівалася замінити Макаріоса на президента, дружнього до Еносіса, влаштувала та здійснила переворот у Нікосії 15 липня 1974 року, який привів до влади Нікоса Сампсона. Тому впровадження митного союзу затримувалося. У відповідь на цей переворот 20 липня 1974 року була розпочата військова операція з Туреччини на підставі Договору про гарантії. У серпні 1974 року, турецька армія окупувала 37 % території Кіпру.
18 серпня 1974 року відбулося припинення вогню, потім у листопаді 1983 року окупована сторона в односторонньому порядку оголосила себе Турецькою Республікою Північного Кіпру (ТРСК).
19 жовтня 1987 р. було підписано Протокол другого етапу, який передбачав поступове створення Митного союзу, який набув чинності з 1 січня наступного року.

#### Угода про асоціацію (з 1972 р.)
Відносини між Республікою Кіпр та ЄС до того, як вона стала членом, регулювалися угодою про асоціацію, доповненою чотирма протоколами технічного та фінансового співробітництва.
19 жовтня 1978 р. Протокол про умови та процедури, необхідні для здійснення другого етапу, передбачав створення Митного союзу в два етапи. З 1 січня 1998 року більше не існує жодних перешкод для вільної торгівлі, за деякими винятками, щоб дозволити створення Митного союзу у 2002 році.

### Подання заявки
3 липня 1990 року Джордж Якову надіслав заявку щодо Республіки Кіпр (і від імені всього острова) до Європейського Союзу Джанні Де Мікелісу, тодішньому міністру закордонних справ Італії та діючому голові Ради Європейські Співтовариства.
Від імені Уряду Республіки Кіпр маю честь повідомити Вашу Високоповажність, що Кіпр цим подає свою заявку на вступ до Європейського економічного співтовариства відповідно до положень статті 237 Договору про створення цієї Співтовариства.— Георгіос Іакову, офіційна заявка Кіпру на членство в Європейському Союзі
Під час засідання, яке відбулося 17 вересня 1990 року, Рада Європейського Союзу вирішила направити запит до Комісії. Останній 30 червня 1993 року видав в цілому схвальну думку:
Комісія переконана, що необхідно надіслати позитивне повідомлення владі Кіпру та людям, які підтверджують, що Співтовариство вважає Кіпр відповідним для членства і що Співтовариство готове до співпраці з Кіпром у процесі, який в кінцевому підсумку повинен привести до цього членства.— Європейська рада, Документи Європи, № 1847, 3 липня 1993 р., с. 1-3.
4 жовтня 1993 р. Європейська Рада схвалила цей висновок.
Нарешті, 24-25 червня 1994 р. Європейська рада на Корфу підтверджує, що Кіпр буде частиною наступного «конвою» розширення.

### До перемовин
6 березня 1995 року Рада з загальних питань Європейської Ради вирішує, після того як Греція зняла своє вето на підписання угоди про митний союз з Туреччиною, що переговори розпочнуться через шість місяців після першої міжурядової конференції, яка була відкрита в Турині 29. Березень 1996 року. Парламент зайняв позицію на користь цього рішення, прийнявши резолюцію на основі доповіді Бертенса 12 липня 1995 року.
Рада з загальних питань 20-21 листопада 1995 року була першою зустріччю міністрів закордонних справ Союзу з міністром закордонних справ Кіпру.
У Порядку денному на 2000 рік, представленому 15 липня 1997 року, Комісія зазначає, що переговори з Кіпром розпочнуться через шість місяців після завершення Міжурядової конференції: «Ухвалення політичної угоди дозволить швидше завершити переговори. У разі відсутності прогресу в цьому напрямку до запланованої дати початку переговорів, останні будуть проводитися з урядом Республіки Кіпр, єдиним органом, визнаним міжнародним правом».
На відміну від заявки на глобальне членство, поданої Республікою Кіпр, ТРСК підписала в серпні 1997 року угоду про асоціацію з Туреччиною, яка не має міжнародно-правової цінності через невизнання ТРСК.
Рішення про початок переговорів було прийнято 12-13 грудня 1997 року на Європейській раді в Люксембургу під час реалізації стратегії передприєднання, заснованої на участі в певних цільових програмах (зміцнення юрисдикційного та адміністративного потенціалу), участі в певних установах Співтовариства та використанні TAIEX. Ці проєкти та заходи співпраці мають форму грантів.

### Перемовини
Перш ніж вони почалися, Глафкос Клірідіс, президент кіпріотів-греків, запропонував туркам-кіпріотам 12 березня 1998 року брати участь у переговорах. Але йому було відмовлено, переговори офіційно почалися 30 березня 1998 року. Наступного дня відбулася двостороння міжурядова конференція, яка закликала розпочати переговори з Кіпром щодо умов його вступу до Європейському Союзу та адаптації до договорів, що випливають із його прийняття.
15 квітня 1999 року парламент прийняв нову доповідь, яка носить ту саму назву, що й у липні 1995 року (доповідь Бертенса), в якій він привітав прогрес, досягнутий у прийнятті Кіпром acquis Співтовариства.
Під час Гельсінкського саміту 10-11 грудня 1999 р. вирішення проблеми возз'єднання Кіпру не розглядається як передумова членства Кіпру, в той же час Туреччині надається статус кандидата.

### Вступ
16 квітня 2003 року Кіпр підписав договір про приєднання. У рамках Договору Протокол щодо Кіпру передбачає призупинення дії acquis communautaire у північній частині острова до тих пір, поки його не скасує «Рада, що діє одноголосно за пропозицією Комісії».
Нарешті острів увійшов до Союзу 1 травня 2004 року.

### Хронологія
| Дата                      | Подія |
| ------------------------- | --- |
| 19 грудня 1972 року       | Підписання Угоди про асоціацію між Республікою Кіпр та Європейським економічним співтовариством.                                                           |
| 1 червня 1973 року        | Набуття чинності Угоди про асоціацію. |
| 15 липня 1974 року        | Спроба перевороту військової хунти при владі в Греції. |
| 20 липня 1974 року        | Відповідь Туреччини військовою операцією та поділом острова.                                                                                               |
| 18 жовтня 1974 року       | Втручання про припинення вогню між двома сторонами конфлікту.                                                                                              |
| Листопад 1983 року        | Окупована частина в односторонньому порядку проголошує себе Турецькою Республікою Північного Кіпру.                                                        |
| 3 липня 1990 року         | Республіка Кіпр подає свою кандидатуру від імені всього острова.                                                                                           |
| 17 вересня 1990 року      | Рада Європейського Союзу передає запит до Комісії. |
| 30 червня 1995 року       | Комісія дає позитивний висновок щодо заяви про вступ. |
| 4 жовтня 1993 року        | Європейська Рада підтримує висновок Комісії. |
| 24-25 червня 1994 року    | Європейська рада Корфу підтверджує, що Кіпр буде частиною наступного « конвой розширення.                                                                  |
| 6 березня 1995 року       | Рада з загальних питань ухвалила рішення, що переговори розпочнуться через шість місяців після першої міжурядової конференції.                             |
| 20-21 листопада 1995 року | Перший з міністрів закордонних справ Союзу з міністром закордонних справ Кіпру під час Ради з загальних питань.                                            |
| 26 березня 1996 року      | Відкриття першої міжурядової конференції в Турині. |
| 15 липня 1997 року        | Публікація Порядку денного на 2000 рік, в якому Комісія зазначає, що переговори розпочнуться через шість місяців після завершення Міжурядової конференції. |
| Серпень 1997 року         | Укладення угоди про асоціацію між ТРСК та Туреччиною. |
| 12-13 грудня 1997 року    | Європейська рада в Люксембурзі ухвалила рішення про початок переговорів.                                                                                   |
| 12 березня 1998 року      | Президент кіпріотів-греків Глафкос Клірідіс пропонує туркам-кіпріотам брати участь у переговорах, від чого останні відмовляються.                          |
| 31 березня 1998 року      | Скликання двосторонньої міжурядової конференції для початку переговорів з Кіпром.                                                                          |
| 15 квітня 1999 року       | Прийняття парламентом другого звіту Бартенса, у якому вітається прогрес acquis.                                                                            |
| 10-11 грудня 1999 року    | Гельсінкський саміт, на якому рішення про поділ острова не визначено як передумова для членства.                                                           |
| 13 грудня 2002 року       | Завершення переговорів про вступ на саміті в Копенгагені.                                                                                                  |
| 16 квітня 2003 року       | Підписання Кіпром Атенського договору. |
| 1 травня 2004 року        | Вступ Республіки Кіпр до Європейського Союзу. |

Країна входить до Люксембурзької групи , тому переговори розпочалися31 mars 199831 березня 1998 року і остаточно завершився на Європейській раді 12 і 13 грудня 2002 року для десяти країн розширення 2004 року. Процес скринінгу для Кіпру відбувся з квітня 1998 року по червень 1999 року .

## Перепони

### Економіка
У 1996 році ВНП на одного жителя півдня острова був би приблизно таким в Італії і вище, ніж ВНП Португалії, Іспанії чи навіть Греції. Тим не менш, острів страждав від «економічної криміналізації», оскільки острів став першим офшорним центром у Середземному морі, скориставшись вигідними податковими умовами.
Проте в цю ж дату торговельний баланс острова, здавалося, погіршився через стагнацію промислового експорту. Необхідності залучення іноземних інвестицій мав сприяти інвестиційний партнер Європейського співтовариства та зобов’язання, взяті Європейським інвестиційним банком.
Проблема поділу острова також створює відмінності на економічному рівні між двома частинами острова: у 1996 році ВНП півдня острова становив би 12 000 доларів проти 3 000 доларів на півночі.

### Поділ острова

Карта Республіки Кіпр і турецької зони.

Розділ острова створює проблему щодо участі північної частини, Турецької Республіки Північного Кіпру, у переговорах, а потім у Європейському Союзі. Справді, Північний Кіпр не визнаний Союзом або міжнародним співтовариством, і все ж він стурбований запитом Республіки Кіпр.
У 1993 році у висновку Комісії зазначено, що «за логікою її постійної позиції та узгодженої з позицією Організації Об’єднаних Націй щодо легітимності уряду Республіки Кіпр та невизнання «Турецької Республіки Північного Кіпру», вона змогла визнати заяву прийнятною та змогла розпочати процедуру. Однак через її демократичні цінності туркам-кіпріотам запропонували брати участь у переговорах, які відмовилися.

## Громадська думка

### У Європейському Союзі
Деякі держави-члени висловили своє небажання членства Кіпру в Союзі, поки не буде знайдено рішення щодо поділу острова. Однак на саміті в Единбурзі країни-члени погодилися, що переговори про вступ не враховуватимуть поділ острова. 15-16 червня 1998 р. Європейська рада в Кардіффі стала можливістю для деяких держав відновити своє небажання, хоча висновки Ради підтримували початкову позицію про відсутність передумов для членства.
9 листопада 1998 року чотири країни-члени (Франція, Італія, Німеччина та Нідерланди) висловили свої застереження щодо приєднання Кіпру до вирішення проблеми поділу. Європейський парламент поставив під сумнів цю позицію у квітні 1999 року, прийнявши доповідь Бертенса від 26 березня 1999 року.
Лише 11 грудня 1999 року у висновках Європейської ради в Гельсінкі було офіційно проголошено, що вступ Кіпру до ЄС не є умовою врегулювання політичного розколу.

### На Кіпрі

#### Греки-кіпріоти
Громадська думка, згідно доповіді Сенату 2002 року, була переважно проєвропейською.

#### Турки-кіпріоти

##### Позиція уряду та експертів
Реакція уряду кіпрських турків щодо заявки на членство була досить негативною, оскільки в меморандумі, адресованому до Ради Європейського Союзу, остання заперечувала кандидатуру. Не ставлячи під сумнів інтерес, який це виникне для турків-кіпріотів, уряд кіпрських турків заперечує той факт, що заявка на членство Республіки Кіпр стосується всього острова. Щоб оскаржити заявку на членство, подану урядом кіпрських греків, вони стверджують на основі Договору про гарантії та Конституції Республіки Кіпр 1960 року.
Моріс Х. Мендельсон, національний експерт з права, викладає свою позицію щодо ЄС і Кіпру: погляд експерта: висновок щодо заявки Республіки Кіпр на вступ до Європейського Союзу. Конституція 1960 року визнала існування двох різних і рівноправних політичних спільнот; у цьому сенсі греки-кіпріоти, які успадкували титул Республіки Кіпр, не мали б можливості представляти острів загалом у суттєвих питаннях. Крім того, стаття 185 Конституції виключає будь-яку можливість повного або часткового союзу острова з будь-якою іншою державою з метою уникнення можливого «Економічний енозис». У цьому сенсі президент і віце-президент, відповідно кипріот-грек і турець, мають право вето на будь-яку участь острова в міжнародній організації, з якої вийшли Греція та/або Туреччина.
Тому громада кіпрських турків виступає за приєднання держави Кіпр, одночасно оскаржуючи заявку, подану Республікою Кіпр від імені всього острова.

##### Громадська думка
30 березня 2000 р. щоденна газета Kıbrıs пише, що, згідно з опитуванням, пріоритетними цілями турків-кіпріотів є вирішення конфлікту з Республікою Кіпр і членство в Європейському Союзі.

#### Статті
- Drevet, Jean-François (2013/12/03). Chypre et l’Union européenne. EchoGéo. Pôle de recherche pour l'organisation et la diffusion de l'information géographique (CNRS UMR 8586). ISSN 1963-1197..
- Mendelson, Maurice H. (1997). EU and Cyprus: an expert view: opinion on the application of Republic of Cyprus to join the European Union. un article du site du ministère des Affaires étrangères de Turquie (англ.). Lefkoşa..
- Suvarierol, Semin (2001). La question de l'adhésion de Chypre à l'Union européenne et le problème de la République turque de Chypre du Nord (PDF). un article du Centre d'études et de recherches internationales..
- Le rêve européen des Chypriotes turcs. Milliyet. 2002..
- Vaner, Semih (1996). Chypre et l'Union européenne. Politique étrangère. 61 (3): 651-664. doi:10.4000/echogeo.13658. ISSN 1958-8992 — через OpenEdition Journals..
- La marche vers l’adhésion à l’Union européenne. le site de l'ambassade de France à Chypre. Ambfr. Процитовано 03 avril 2013..

#### Офіційні документи
Резолюції Ради Безпеки
- Conseil de sécurité des Nations unies (29 juin 1998). Résolution n°1179 adoptée par le Conseil de sécurité sur la situation à Chypre.
- Conseil de sécurité des Nations unies (21 décembre 1994). Résolution n°969 adoptée par le Conseil de sécurité sur la situation à Chypre. Réso969.
- Conseil de sécurité des Nations unies (29 juillet 1994). Résolution n°939 adoptée par le Conseil de sécurité sur la situation à Chypre.

Документи комісії
- Commission européenne (22 juin 2005). Calendrier des négociations d'adhésion par chapitre et par pays: 1998-2004. Retranscription sur le site du CVCE. Bruxelles. ChapComeur.
- Commission européenne (1995). Avis sur la demande d'adhésion de la République de Chypre à la Communauté. un article du site Europa. Comeuro95.

Папери парламенту
- Parlement européen (2000). Chypre et l'élargissement de l'Union européenne (PDF). un article du site du Parlement. Europarl2000.
- Parlement européen (2001). Rapport sur la demande d'adhésion de Chypre à l'Union européenne et l'état d'avancement des négociations. un rapport de séance du site du Parlement.
- Parlement européen (1999). Résolution sur le rapport régulier de la Commission sur les progrès accomplis par Chypre sur la voie de l'adhésion. un procès-verbal du Parlement européen. A4-0159/99.
- Parlement européen (1999). Rapport sur le rapport régulier de la Commission sur les progrès accomplis par Chypre sur la voie de l'adhésion. Rapport du Parlement européen. PE 229.878.

Звіт Сенату
- Haenel, Hubert; Badré, Denis; Deneux, Marcel; Lagauche, Serge (avril 2002). Rapport d'information n°295. Haenel.